# Хирино (Московская область)
Хирино — деревня в Ступинском районе Московской области в составе Городского поселения Жилёво (до 2006 года — входила в Новоселковский сельский округ). На 2016 год в Хирино 3 улицы и 1 садовое товарищество. Впервые в исторических документах селение упоминается в 1577 году, как «пустошь, что была деревня Хирино».

## Население
| 2002 | 2006 | 2010 |
| ---- | ---- | ---- |
| 8    | ↗12  | ↗19  |

Хирино расположено в центральной части района, на правом берегу реки Лубянка, правом притоке реки Каширка), высота центра деревни над уровнем моря — 155 м. Ближайшие населённые пункты: Шугарово — около 0,8 км на северо-восток и Киясово — примерно в 0,5 км на юго-запад.